# Воздвиженка (Хайбуллінський район)
Воздви́женка (рос. Воздвиженка, башк. Воздвиженка) — присілок у складі Хайбуллінського району Башкортостану, Росія. Входить до складу Маканської сільської ради.
Населення — 302 особи (2010; 331 в 2002).
Національний склад:
- башкири — 49%
- росіяни — 41%